# کوجک (مجموعه تلویزیونی)
کوجک (انگلیسی: Kojak) نام یک مجموعه تلویزیونی جنایی درام آمریکایی است که از سال ۱۹۷۳ تا ۱۹۷۸ میلادی از شبکهٔ سی‌بی‌اس پخش شد و در آن تلی ساوالاس در نقش کارآگاهِ اداره پلیس نیویورک سیتی، «ستوان تئو کوجک»، هنرنمایی کرده بود.
در سال ۱۹۹۹ میلادی، مجلهٔ تی‌وی گاید، شخصیت «تئو کوجک» را در ردهٔ هجدهم از ۵۰ شخصیت برتر تلویزیونی، در تاریخ قرار داد.

این مجموعه تلویزیونی در سال های ۱۳۵۵ تا ۱۳۵۷ خورشیدی ، با دوبلهٔ فارسی از تلویزیون ملی ایران پخش شد.